# Stoewer R 140
Der Stoewer R 140 ist ein Pkw der unteren Mittelklasse, den die Automobilfirma Stoewer 1932 als Nachfolger des Typs V 5 herausbrachte. Wie sein Vorgänger hatte der Wagen Frontantrieb und Einzelradaufhängung an Querblattfedern.
Das Fahrzeug hatte einen 4-Zylinder-SV-Reihenmotor mit 1,4 Litern Hubraum vorne eingebaut, der 30 PS entwickelte und über ein 4-Gang-Getriebe die Vorderräder antrieb. Die Vorderräder waren an zwei Querblattfedern aufgehängt, die Hinterräder wurden mit einer Querblattfeder oben und zwei unten geführt. Auch die Karosserie wurde vom Vorgänger übernommen, Radstand und Motorraum bei der Limousine und beim Cabriolet aber etwas verlängert, um den Reihenmotor unterzubringen. Beim Roadster blieb der Radstand gleich. Bis 1933 entstanden 1.100 Exemplare.
1933 erhielt der Wagen einen 1,5-Liter-Motor mit gleicher Leistung. Die zweitürige wurde zur viertürigen Limousine mit gegeneinander angeschlagenen Türen ohne B-Säule. Bis 1934 wurde diese Ausführung 1210 mal gebaut.
1934 erhielt der Wagen einen Motor gleichen Hubraums aber mit 35 PS Leistung. Dies machte ihn zum Stoewer R 150, von dem bis 1935 1150 Exemplare entstanden.
1935 wurde der Wagen komplett überarbeitet: Die neue Karosserie war etwas länger und beherbergte einen Motor mit 1,8 Litern Hubraum und einer Leistung von 45 PS. Seine Bezeichnung war Stoewer R 180. Noch im selben Jahr endete die Fertigung nach nur 300 Wagen.
Erst 1936 ersetzte der Stoewer Greif Junior die R-Typen.

## Technische Daten
| Typ                   | R 140 (1,4 l)       | R 140 (1,5 l)       | R 150               | R 180               |
| Bauzeitraum           | 1932–1933           | 1933–1934           | 1934–1935           | 1935                |
| Aufbauten             | L2, Cb2, R2         | L4, Cb2, R2         | L4, Cb2, R2         | L4, Cb2             |
| Motor                 | 4 Zyl. Reihe 4 Takt | 4 Zyl. Reihe 4 Takt | 4 Zyl. Reihe 4 Takt | 4 Zyl. Reihe 4 Takt |
| Ventile               | stehend (sv)        | stehend (sv)        | stehend (sv)        | stehend (sv)        |
| Bohrung × Hub         | 70 mm × 88 mm       | 72 mm × 90 mm       | 72 mm × 90 mm       | 80 mm × 88 mm       |
| Hubraum               | 1355 cm³            | 1466 cm³            | 1466 cm³            | 1769 cm³            |
| Leistung (PS)         | 30                  | 30                  | 35                  | 45                  |
| Leistung (kW)         | 22                  | 22                  | 25,7                | 33                  |
| Verbrauch             | 10 l / 100 km       | 10 l / 100 km       | 11 l / 100 km       | 12 l / 100 km       |
| Höchstgeschwindigkeit | 85 – 105 km/h       | 85 – 105 km/h       | 90 – 110 km/h       | 105 km/h            |
| Leergewicht           | 950 kg              | 970 kg              | 970 kg              | 1200 kg             |
| Zul. Gesamtgewicht    | 1350 kg             | 1370 kg             | 1370 kg             | 1600 kg             |
| Elektrik              | 6 Volt              | 6 Volt              | 6 Volt              | 6 Volt              |
| Länge                 | 3700 – 3900 mm      | 3700 – 3900 mm      | 3700 – 3900 mm      | 4000 mm             |
| Breite                | 1565 mm             | 1565 mm             | 1565 mm             | 1540 mm             |
| Höhe                  | 1400 – 1670 mm      | 1400 – 1670 mm      | 1400 – 1670 mm      | 1600 mm             |
| Radstand              | 2500 – 2750 mm      | 2500 – 2750 mm      | 2500 – 2750 mm      | 2847 mm             |
| Spur vorne / hinten   | 1250 mm / 1250 mm   | 1250 mm / 1250 mm   | 1266 mm / 1280 mm   | 1266 mm / 1280 mm   |
| Wendekreis            | 12 – 13 m           | 12 – 13 m           | 12 – 13 m           | 13 m                |

- L2 = 2-türige Limousine
- L4 = 4-türige Limousine
- Cb2 = 2-türiges Cabriolet
- R2 = 2-türiger Roadster